# Eusyllis dentata
Eusyllis dentata är en ringmaskart som beskrevs av Hartmann-Schröder 1990. Eusyllis dentata ingår i släktet Eusyllis och familjen Syllidae. Inga underarter finns listade i Catalogue of Life.